# Harscheid (Nümbrecht)
Harscheid ist ein Ortsteil von Nümbrecht im Oberbergischen Kreis im südlichen Nordrhein-Westfalen innerhalb des Regierungsbezirks Köln.

## Lage und Beschreibung
Der Ort liegt rund drei Kilometer Luftlinie südwestlich des Zentrums von Nümbrecht.

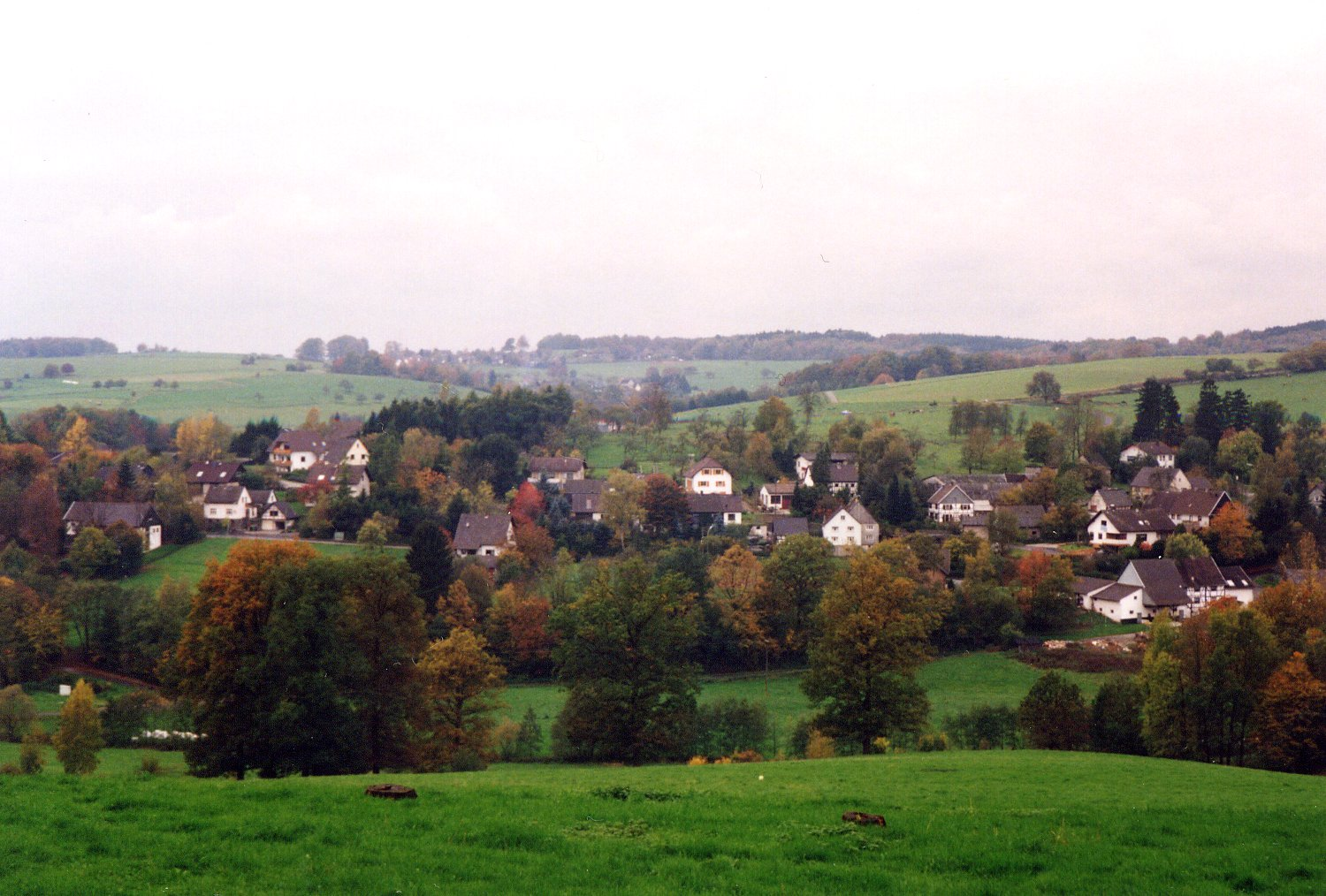
Ortsansicht

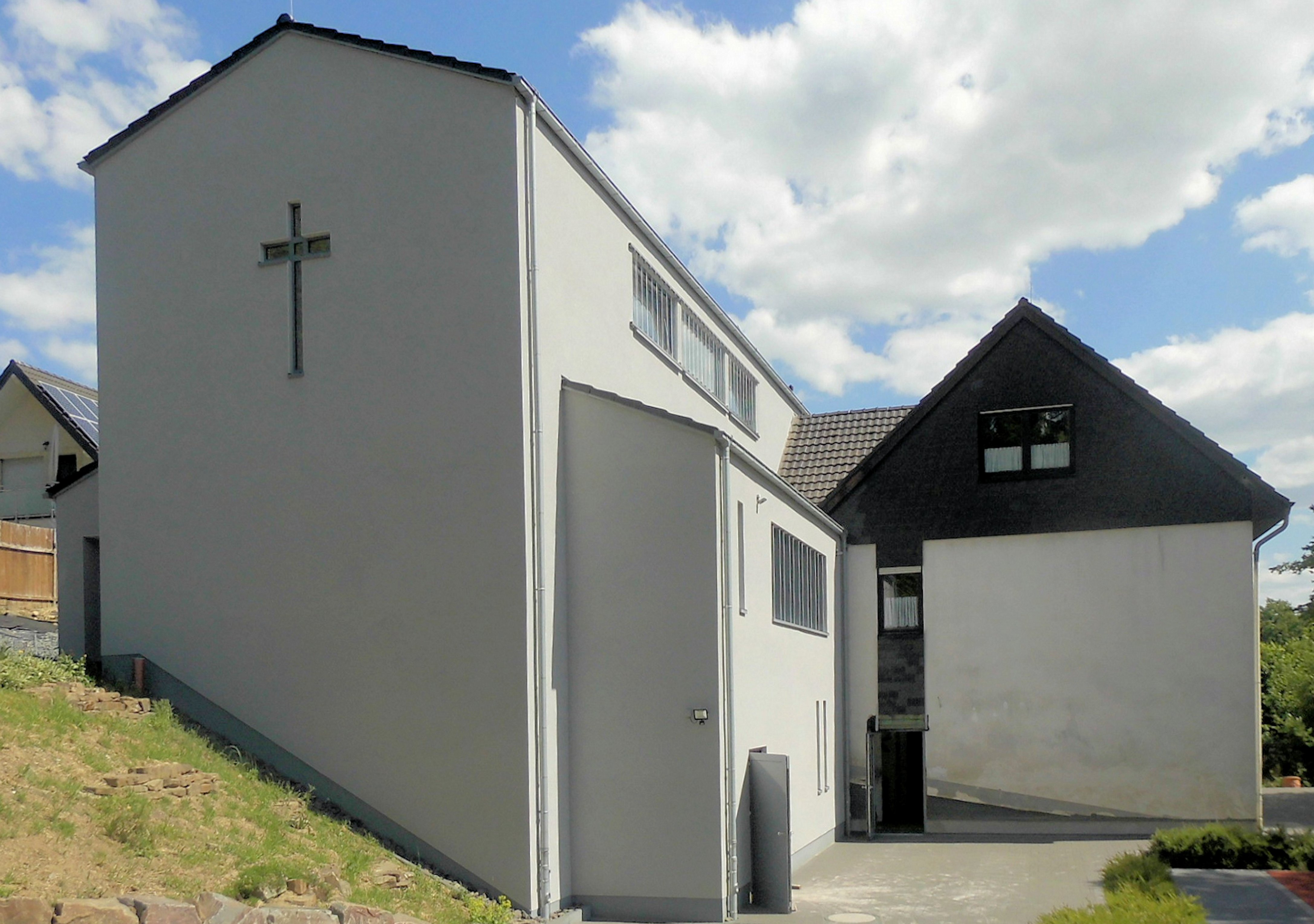
Evangelische Kirche Harscheid

## Geschichte

### Erstnennung
1447 wurde der Ort das erste Mal urkundlich erwähnt und zwar "Rechnung des Rentmeisters Joh. van Flamersfelt".
Schreibweise der Erstnennung: Haefschyt/Haeffeschyt/Harschyt

## Freizeit

### Wandern und Radwege
Folgende Wanderwege werden vom Wanderparkplatz Harscheid vom Sauerländischen Gebirgsverein angeboten:
- A1 (5,5 km) – A2 (6,5 km) – A3 (7,0 km)

## Persönlichkeiten

### In Harscheid geboren
- Otto Kaufmann (1900–1985), Heimatforscher

### Zeitweise in Harscheid gelebt
- Marianne Roetzel, Bildhauerin wohnhaft in Harscheid

## Bus und Bahnverbindungen

### Bürgerbus
Haltestelle des Bürgerbuses der Gemeinde Nümbrecht.
Route: Geringhauser Mühle
- Wirtenbach-Geringhausen-Nippes-Nümbrecht/Busbahnhof

### Linienbus
Haltestelle: Harscheid
- 346 Nümbrecht Schulzentrum (OVAG – Schulbus)